# The OA

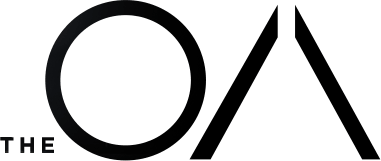
Seriens logga.

The OA är en mysterie-dramaserie som hade premiär på Netflix den 16 december 2016. Serien är skapad och producerad av Brit Marling och Zal Batmanglij vilket gör serien till deras tredje samarbete. Netflix meddelade den 8 februari 2017 att en andra säsong av serien har beställts.

## Handling
Prairie Johnson har varit försvunnen i sju år för att sedan plötsligt hittas på en bro. Prairie, som varit blind sedan barndomen, är nu mystiskt nog fullt seende. Efter att ha återvänt hem till sina föräldrar vill hon desperat få kontakt med internet för att hitta någon vid namn Homer. Nattetid smyger Prairie, som nu vill bli kallad "The OA", ut och samlas med en brokig grupp personer som får höra henne berätta historien om vad som hänt under tiden hon varit försvunnen.

## Rollista (i urval)

### Huvudroller
- Brit Marling som Prairie Johnson / The OA
- Emory Cohen som Homer Roberts[9]
- Scott Wilson som Abel Johnson, Prairies adoptivfar
- Phyllis Smith som Elizabeth "Betty" Broderick-Allen ("BBA")[10]
- Alice Krige som Nancy Johnson, Prairies adoptivmor
- Patrick Gibson som Steve Winchell[11]
- Brendan Meyer som Jesse
- Brandon Perea som Alfonso "French" Sosa
- Ian Alexander som Buck Vu[12]
- Jason Isaacs som Hunter Aloysius "Hap" Percy[13]

### Biroller
- Hiam Abbass som Khatun
- Zoey Todorovsky som Nina Azarova, Prairie Johnson som barn
- Marcus Choi som Mr. Vu
- Robert Eli som Principal Gilchrist
- Nikolai Nikolaeff som Roman Azarov, Ninas far
- Will Brill som Scott Brown
- Zachary Gemino som Carlos Sosa, Alfonsos bror
- Sharon Van Etten som Rachel[14]
- Riz Ahmed som FBI-psykolog Elias Rahim
- Paz Vega som Renata
- Robert Morgan som Sheriff Stan Markham
- Michael Cumpsty som Leon Citro

## Produktion
Seriens skapare Brit Marling och Zal Batmanglij började planera för serien redan i december 2012 men det skulle dröja flera år innan Brad Pitts produktionsbolag Plan B Entertainment involverades i arbetet. Flera bolag skulle visa sig intresserade av att köpa rättigheterna för serien. I mars 2015 blev det officiellt att Netflix lagt det vinnande budet och beställt en första säsong med åtta timlånga avsnitt som skulle ha premiär under 2016. Det blev samtidigt klart att Batmanjlij skulle stå för regi medan Marling skulle spela huvudrollen.
Sista avsnittet i första säsongen har tillägnats Allison Wilke. Wilke, även känd som A.W. Gryphon, en av producenterna till serien, dog i bröstcancer i november 2016 strax före serien hade premiär.
I februari 2017 gick Netflix ut med att man beställt en andra säsong, som officiellt kallats "Part II". Inför säsong 2 kommer inspelningarna att förflyttas från New York till Kalifornien.

## Mottagande
The OA fick generellt positiva recensioner från kritiker. Rotten Tomatoes rapporterade att första säsongen fått ett genomsnittsbetyg på 7,66 av 10 baserat på 49 kritikerrecensioner. På Metacritic nådde serien genomsnittsbetyget 61 av 100, baserat på 17 recensioner.